# Maison d'Einstein
Pour l’article homonyme, voir Maison d'Einstein (Caputh).
La maison d'Einstein à Berne est un appartement musée du centre historique de Berne en Suisse où le physicien Albert Einstein (1879-1955) a vécu entre 1903 et 1905. Il y élabore quelques-unes de ses théories fondamentales et révolutionnaires de la physique moderne, dont la relativité restreinte et l'équation E=mc2.

## Histoire
Albert Einstein arrive en 1895 à l'âge de 16 ans à Aarau en Suisse. En 1896, il entre à l’école polytechnique fédérale de Zurich où il rencontre Mileva Maric (qu'il épouse en 1903). La nationalité suisse lui est accordée en 1901.

Albert Einstein en 1905.

En 1902, il devient fonctionnaire de l’Office des brevets de Berne et habite au Gerechtigkeitsgasse 32 avant de s'installer en 1903 dans cet appartement du 2e étage au Kramgasse 49 avec son épouse et son fils Hans Albert Einstein né en 1904, au cœur de la vieille ville de Berne à 200 m de la tour de l'horloge de Berne.
C'est dans cet appartement que durant son temps libre, il élabore quelques-unes des théories fondamentales et révolutionnaires de la physique moderne. Il développe et rédige entre autres sa théorie de la relativité restreinte, son explication de l'effet photoélectrique, sa théorie du mouvement brownien, ainsi que la loi d'équivalence de la matière et de l'énergie E=mc2. Il publie le fruit de son travail, dans quatre articles, en 1905 (son annus mirabilis).
En 1908, il obtient son doctorat à l’Université de Berne où il devient professeur de physique théorique. En 1909, devenu l'un des physiciens les plus réputés de l'humanité, il obtient la chaire de physique théorique à l'université de Zurich.
En 1977, la « Société Albert-Einstein » loue l'appartement d'Einstein et l'aménage en musée où est recréée l'atmosphère originale avec mobilier, objets, nombreux documents, écrits, portraits et photos.